# Micrathyria occipita
Micrathyria occipita är en trollsländeart som beskrevs av Westfall 1992. Micrathyria occipita ingår i släktet Micrathyria och familjen segeltrollsländor. Inga underarter finns listade i Catalogue of Life.